# Трайко Симеонов
Трифон Стоянов Симеонов, по-известен с псевдонима си Трайко Симеонов, е български поет и писател.

## Биография
Завършва Педагогическото училище в Шумен през 1906 г. През 1906 – 1934 г. учителства в с. Кешкекчилери (днес с. Изворово, област Търговище), с. Летница (област Ловеч), с. Мадара (област Шумен), гр. Шумен и София. Основоположник е на българската пролетарска поезия за деца и юноши. За първи път печата в сп. „Славейче“ през 1907 г. Редактор на детското вестниче „Другарче“, сп. „Светлина“, „Теменужка“, „Детски свят“, „Детска градина“ и „Поточе“. Преработва множество произведения за деца от народното творчество – залъгалки, броилки, скоропоговорки, пословици и гатанки.

## Произведения
- „Златното момиче“ (1918; 1923; 1939 детска оперета в 3 сцени и една картина)
- „Златни облачета“ (1926; стихове за деца и юноши)
- „Народни залъгалки“ (1926)
- „Кой кого уплаши“ (1935; приказки за деца)
- „Горски теменужки“ (1937)
- „Дядо и внучка“ (1938)
- „Капчици дъждовни“ (1948; стихотворения за деца)
- „Изворче на жива вода“ (1954; 1966; народни приказки, разговорки, скороговорки, пословици, гатанки)
- „Майски песни“ (1956; избрани стихотворения и приказки за деца)
- „Алени искрици“ (1961; избрани стихотворения за деца)
- „Друс, друс конче“ (1962; народни залъгалки за предучилищна възраст)
- „Заенце баенце“ (1963; приказка)